# Амос Оз
Амос Оз (хебр. עמוס עוז; Јерусалим, 4. мај 1939 — Петах Тиква, 28. децембар 2018) био је израелски књижевник, новинар и интелектуалац. 

## Биографија
Рођен као Амос Клауснер у Јерусалиму 4. маја 1939. године. Одрастао је у Јерусалему у Улици Амос у четврти Керем Аврахам, у којој је смештена радња највећег броја његових романа.Студирао је филозофију и књижевност на Хебрејском универзитету. 
Био је и професор хебрејске књижевности на Универзитету Бен Гурион. Од 1967. надаље, био је истакнути заговорник решења две државе који би довео до краја израелско-палестинског сукоба.Био је међу оснивачима покрета Шалом ахшав (Мир сада), подржао Мировни споразум из Осла, подржао је градњу сигурносне ограде за коју је држао да треба бити што ближом зеленој линији, будућом границом Палестине и Израела. Оз се противио насељавању на територијима Западне обале и појаса Газе од самог почетка. Био је близак радничкој (лабуристичкој) странци, а лично са Шимоном Пересом, а затим и са странком изразито леве оријентације Мерец (Меретз).
Аутор је 40 књига, укључујући романе, збирке приповедака, књиге за децу и есеје, док су му дела објављена на 45 језика, више од било ког другог израелског књижевника. Добитник је бројних одликовања и награда. Сматра се једним од „најплоднијих израелских књижевника и уважених интелектуалаца”, како је то The New York Times формулисао у читуљи.
Амос Оз је преминуо 2018. године.

## Дела

### Романи
Аутор двадесет романа од којих су најпознатији:
- Црна кутија (1987)
- Познавати жену (1989)
- Фима (1991)
- Не одлази ноћас (1994)
- Пантера у подруму (1995)
- Исто море (1999)
- Мој Михаел (1968)
- Јуда (2014)

### Аутобиографија
- Прича о љубави и тами (2002)

### Збирка прича
- Где шакали завијају (1965)

### Документарна прозна
- На тлу Израела
- Падине Либана (1989)
- Израел, Палестина и мир: есеји (1995)
- Почетак приче (1999)

### Есеји
Писао је есеје о политици, књижевности и миру за часописе "Davar", "Yedioth Ahronoth", "New York Review of Books" као и многе друге светске новине.

## Награде
Добитник је многих међународних књижевних награда, многих других важних светских награда и признања. Додељено му је више почасних доктората на свеучилиштима широм света.
- Израелска награде за књижевност (1998),
- Мировна награде немачких издавача и књижара (1992),
- Гетеова награда града Франкфурта (2005),
- француска награда Сендерс (2004),
- Хеинеова награда (2008),
- Медитеранска награда (2010),
- Награда Франц Кафка (2013),
- Књижевна награда Haus der Kulturen der Welt(2015)